# Physocephala rufohalterata
Physocephala rufohalterata är en tvåvingeart som beskrevs av Enrico Adelelmo Brunetti 1927. Physocephala rufohalterata ingår i släktet Physocephala och familjen stekelflugor. Inga underarter finns listade i Catalogue of Life.